# Vättaks socken
Vättaks socken i Västergötland ingick i Vartofta härad, ingår sedan 1974 i Tidaholms kommun och motsvarar från 2016 Vättaks distrikt.
Socknens areal är 14,63 kvadratkilometer varav 14,57 land. År 2000 fanns här 59 invånare.  Kyrkbyn Vättak med sockenkyrkan Vättaks kyrka ligger i socknen.

## Administrativ historik
Socknen har medeltida ursprung. 
Vid kommunreformen 1862 övergick socknens ansvar för de kyrkliga frågorna till Vättaks församling och för de borgerliga frågorna bildades Vättaks landskommun. Landskommunen uppgick 1952 i Dimbo landskommun som upplöstes 1974 då denna del uppgick i Tidaholms kommun. Församlingen uppgick 2002 i Valstads församling
1 januari 2016 inrättades distriktet Vättak, med samma omfattning som församlingen hade 1999/2000.  
Socknen har tillhört län, fögderier, tingslag och domsagor enligt vad som beskrivs i artikeln Vartofta härad. De indelta soldaterna tillhörde Skaraborgs regemente, Vartofta kompani.

## Geografi
Vättaks socken ligger sydsydväst om Tidaholm kring Tidan. Socknen har några mindre odlingsbygder omgivna av skogsbygd.

## Fornlämningar
Från bronsåldern finns gravrösen. Från järnåldern finns gravar, stensättningar och resta stenar.

## Namnet
Namnet skrevs 1386 Wättägh och kommer från kyrkbyn. Efterleden innehåller teg. Förleden kan innehålla våt, 'sank mark, grund vattensamling som torkat ut'. Sankmarken finns i kyrkan omgivning.